# Setauket-East Setauket
Setauket-East Setauket – jednostka osadnicza w Stanach Zjednoczonych, w stanie Nowy Jork, w hrabstwie Suffolk.